# Hong Seong-chan
Hong Seong-chan (kor.: 홍성찬; * 30. Juni 1997 in Gangwon-do) ist ein südkoreanischer Tennisspieler.

## Karriere
Hong spielte bis 2015 auf der ITF Junior Tour. In der Jugend-Rangliste erreichte er 2015 mit Rang 2 seine höchste Notierung. 2013 stand er bereits in den Top 50 und nahm an allen vier Grand-Slam-Turnieren teil. 2014 stand er bei den French Open im Viertelfinale, sein bis dato bestes Ergebnis. Besser war er nur noch bei den Australian Open 2015, als er im Endspiel Roman Safiullin unterlag. Mit Position 2 in der Junior-Rangliste war er für das ITF Junior Masters qualifiziert, wo er den Titel holte.
Nach vereinzelten Turnieren 2013 und 2014 begann Hong 2015 bei den Profis auf Turnieren der ITF Future Tour zu spielen. Durch einen Finaleinzug im Einzel und den ersten Titel im Doppel beendete er sein erstes Jahr in den Top 1000 der Weltrangliste. Er gab auch sein Debüt für die südkoreanische Davis-Cup-Mannschaft in der Begegnung gegen Usbekistan, wo er einen Sieg und eine Niederlage beisteuerte. 2016 drehte er im Einzel voll auf und zog in sieben Future-Endspiele ein, von denen er fünf gewann. Das Jahr beendete er auf Rang 350. 2017 spielte er seltener und erreichte nur ein Finale und auch 2018 konnte er nur einen Titel gewinnen, weshalb er außerhalb der Top 500 platziert war. 2019 gewann er vier Titel, die nicht für den Wiedereinzug reichten; 2021 kamen zwei weitere Titel hinzu.
2022 wurde sein bis dato erfolgreichstes Jahr. Bei Futures gewann er aus den drei erreichten Finals zwei Titel, womit er kumuliert 14 Titelgewinne verzeichnete. Anders als zuvor schaffte Hong diesmal aber auf der ATP Challenger Tour, an der er bislang selten teilnahm, erfolgreich zu sein: In Busan erreichte er als Lucky Loser das Halbfinale – auf dem Weg besiegte er u. a. die Nummer 135 John Millman. Zwei Wochen später gewann er aus der Qualifikation startend das Turnier in Matsuyama bei nur einem Satzverlust. Er stieg auf Rang 252, ein neues Karrierehoch. Auch im Doppel konnte er durch fünf Future-Titel erstmals Erfolge feiern und in die Top 400 einziehen. Der erste Auftritt für Hong auf der ATP Tour erfolgte in Seoul, als er eine Wildcard erhielt. Im Match gegen den ebenfalls mit einer Wildcard startenden Kaichi Uchida unterlag er in zwei Sätzen.

## Erfolge
| Legende (Anzahl der Siege) |
| Grand Slam                 |
| ATP Finals                 |
| ATP Tour Masters 1000      |
| ATP Tour 500               |
| ATP Tour 250               |
| ATP Challenger Tour (1)    |

### Einzel

#### Turniersiege
| Nr. | Datum             | Turnier   | Belag     | Finalgegner | Ergebnis |
| --- | ----------------- | --------- | --------- | ----------- | -------- |
| 1.  | 13. November 2022 | Matsuyama | Hartplatz | Wu Tung-lin | 6:3, 6:2 |